# Pieter Bruegel Già
Pieter Bruegel the Elder (tiếng Hà Lan: Pieter Bruegel de Oude; tiếng Ý: Pieter Bruegel il Vecchio; Pieter Bruegel già) (c. 1525 – 9 tháng 9, 1569) là một họa sĩ thuộc trường phái Phục hưng Hà Lan (một nhánh của Phục Hưng phương Bắc) và là một nhà đồ họa in ấn.

## Tác phẩm

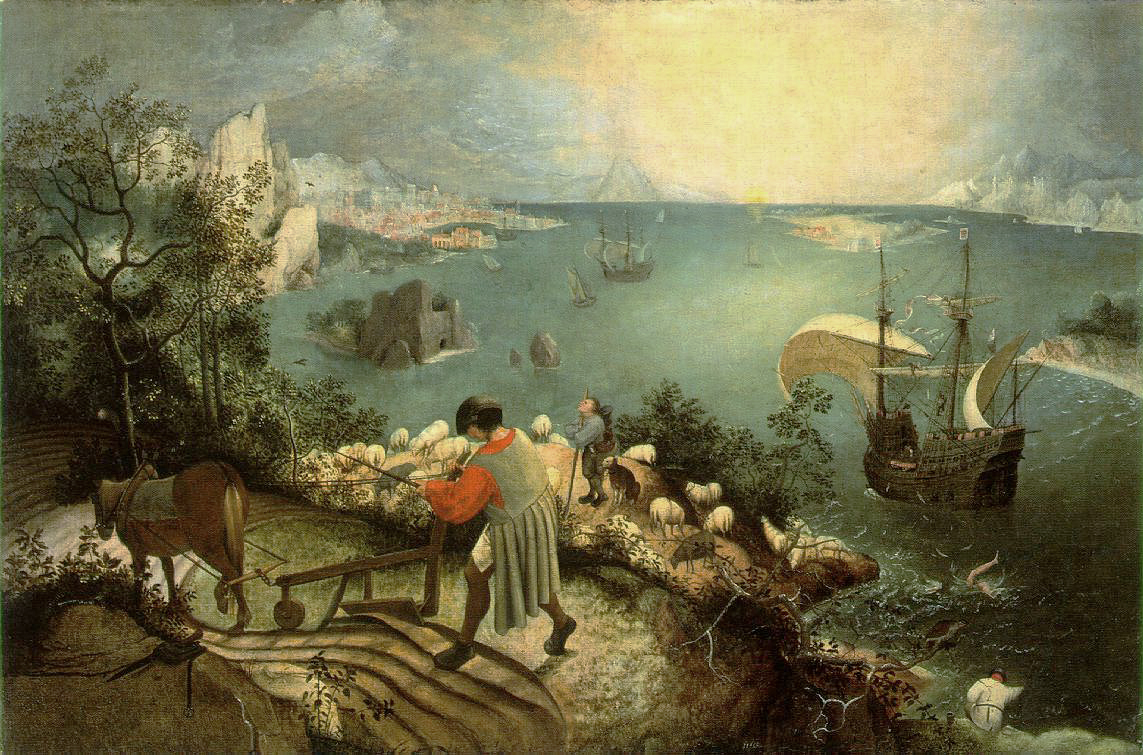
Landscape with the Fall of Icarus (c. 1558)

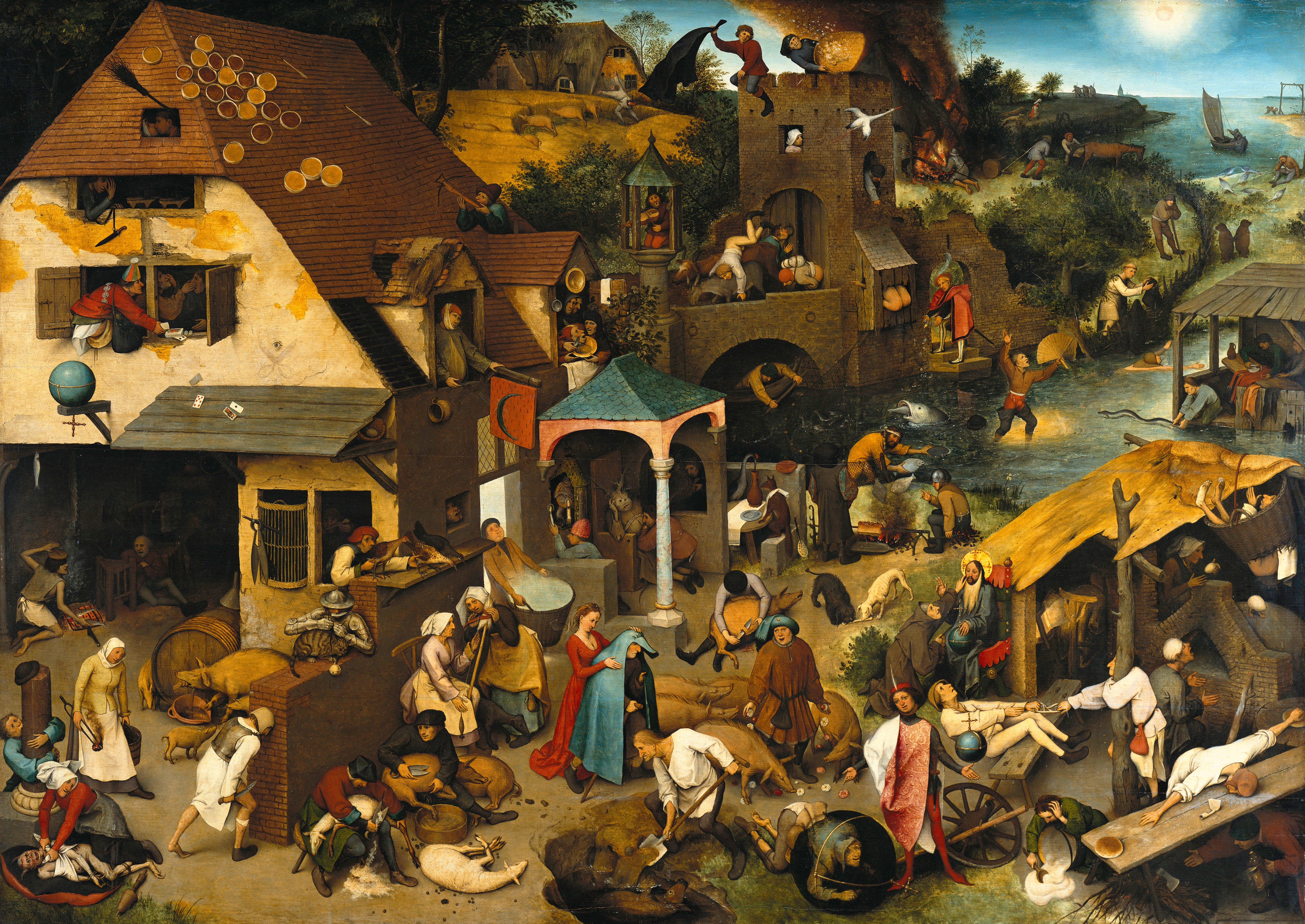
Netherlandish Proverbs, 1559, with peasant scenes illustrating over 100 proverbs

The Tower of Babel (1563) oil on board

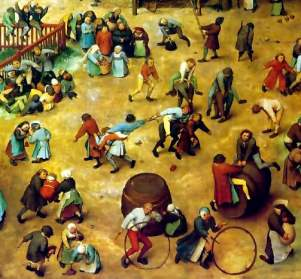
A detail of Children's Games (1560)

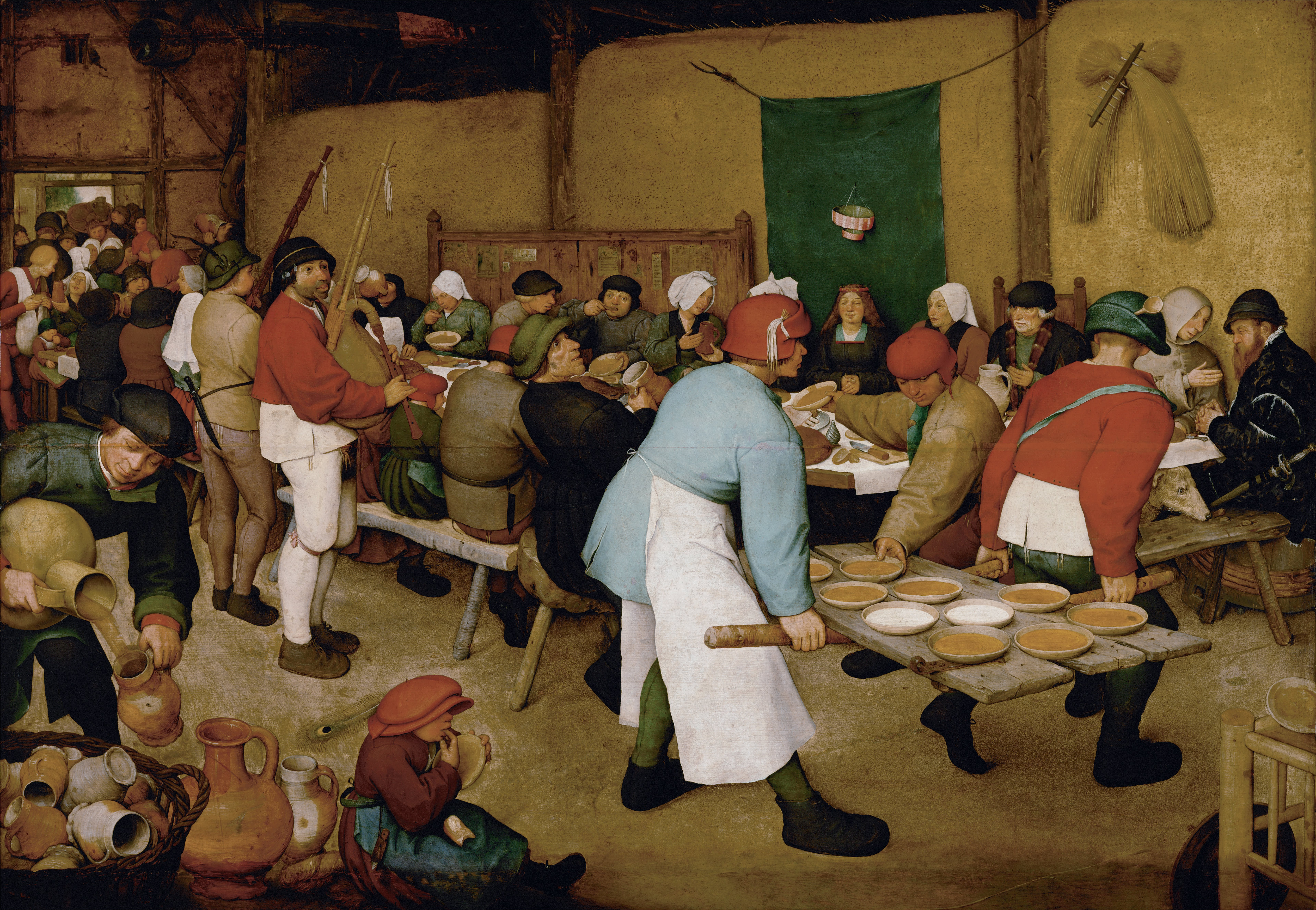
The Peasant Wedding (1568)

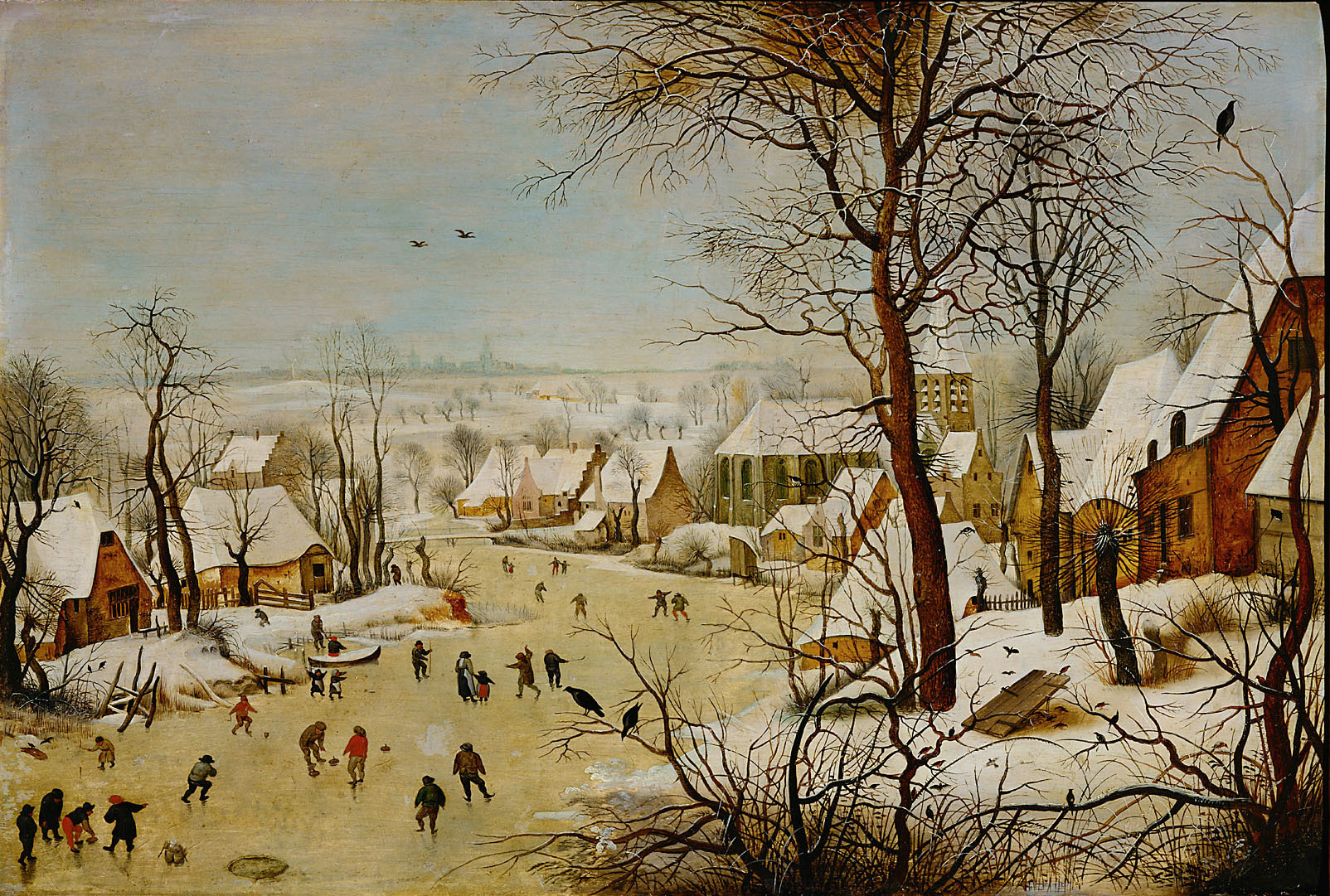
Winter Landscape with a Bird Trap (1565)

- Large Fish Eat Small Fish, 1556, Albertina, Viên
- Naval Battle in the Gulf of Naples, 1560, Galleria Doria-Pamphili, Roma
- The Fall of the Rebel Angels, 1562, Royal Museums of Fine Arts of Belgium, Brussels
- The "Little" Tower of Babel, c. 1563, Museum Boymans-van Beuningen, Rotterdam
- The Procession to Calvary, 1564, Kunsthistorisches Museum, Vienna
- The Adoration of the Kings, 1564, The National Gallery, London
- Massacre of the Innocents, c. 1567, versions Royal Collection, Kunsthistorisches Museum, Vienna, and London art market (2007)
- Winter Landscape with a Bird Trap, 1565, Royal Museums of Fine Arts of Belgium, Brussels, inv. 8724
- Landscape with Christ and the Apostles at the Sea of Tiberias, 1553, probably with Maarten de Vos, private collection
- Ass at School, 1556, drawing, Print room, Berlin State Museums
- Parable of the Sower, 1557, Timken Museum of Art, San Diego
- Landscape with the Fall of Icarus, c.1554-55, Royal Museums of Fine Arts of Belgium, Brussels - Note: No longer seen as an authentic Bruegel Painting[1][cần dẫn nguồn]
- Netherlandish Proverbs, 1559, - Gemäldegalerie, Berlin
- The Fight Between Carnival and Lent, 1559, Kunsthistorisches Museum, Viên
- Portrait of an Old Woman, 1560, Alte Pinakothek, Munich
- Children's Games, 1560, Kunsthistorisches Museum, Vienna
- Temperance, 1560
- Saul (Battle Against The Philistines On The Gilboa), 1562, Kunsthistorisches Museum, Vienna
- Two Small Monkeys, 1562, Staatliche Museen, Gemäldegalerie, Berlin
- The Triumph of Death, c. 1562, Museo del Prado, Madrid
- Dulle Griet (Mad Meg), c. 1562, Museum Mayer van den Bergh, Antwerp
- The Tower of Babel, 1563, Kunsthistorisches Museum, Vienna
- Flight To Egypt, 1563, Courtauld Institute Galleries, London
- The Death of the Virgin, 1564, Upton House, Banbury, Oxfordshire, UK
- The Months. A cycle of probably 6 paintings of the months or seasons, of which five remain:
  - The Hunters in the Snow (Dec.-Jan.), 1565, Kunsthistorisches Museum, Vienna
  - The Gloomy Day (Feb.-Ma.), 1565, Kunsthistorisches Museum, Vienna
  - The Hay Harvest (June-July), 1565, Lobkowicz Palace at the Prague Castle Complex, Cộng hòa Séc
  - The Harvesters (Aug.-Sept.), 1565, Metropolitan Museum of Art, New York
  - The Return of the Herd (Oct.-Nov.), 1565, Kunsthistorisches Museum, Vienna
- The Calumny of Apelles, 1565, drawing, British Museum, London
- The Painter and the Connoisseur, drawing, c. 1565, Albertina, Vienna
- Preaching Of John The Baptist, 1566, Museum of Fine Arts (Budapest)
- Census at Bethlehem, 1566, Royal Museums of Fine Arts of Belgium, Brussels
- The Wedding Dance, c. 1566, Detroit Institute of Arts, Detroit
- Conversion Of Paul, 1567, Kunsthistorishes Museum, Vienna
- The Land of Cockaigne/Land Of Milk And Honey, 1567, Alte Pinakothek, Munich
- The Magpie on the Gallows, 1568, Hessisches Landesmuseum, Darmstadt
- The Misanthrope, 1568, Museo di Capodimonte, Naples
- The Blind Leading the Blind, 1568, Museo Nazionale di Capodimonte, Naples
- The Peasant Wedding, 1568, Kunsthistorisches Museum, Vienna
- The Peasant Dance, 1568, Kunsthistorisches Museum, Vienna
- The Beggars, 1568, Louvre, Paris
- The Peasant and the Nest Robber, 1568, Kunsthistorisches Museum, Vienna
- The Three Soldiers, 1568, The Frick Collection, New York City
- The Storm at Sea, an unfinished work, probably Bruegel's last painting.